# T. Y. Hilton
Eugene Marquis „T. Y.“ Hilton (geboren am 14. November 1989 in Miami, Florida) ist ein ehemaliger US-amerikanischer American-Football-Spieler auf der Position des Wide Receivers und Punt-Returners. Er spielte College Football an der Florida International University (FIU). Von 2012 bis 2021 war er für die Indianapolis Colts, die ihn im NFL Draft 2012 in der dritten Runde ausgewählt hatten, in der National Football League (NFL) aktiv. Zuletzt spielte er für die Dallas Cowboys.

## Frühe Jahre
Hilton besuchte die Miami Springs High School und spielte für die Miami Springs Golden Hawks Football sowie Basketball. Als Senior wurde er für seine Leistungen in beiden Sportarten ins All-Star-Team nominiert. Als Wide Receiver fing er Pässe für 785 Yards und 16 Touchdowns. Zudem erzielte er vier Touchdowns als Kick-Returner. Hilton erhielt Stipendienangebote der University of Mississippi, der West Virginia University, der University of Florida und der Florida International University (FIU). Die Entscheidung für die FIU fiel schließlich am Abend vor dem "National Signing Day", als er seinem Sohn die Entscheidung überließ.
Während seiner gesamten College-Karriere war er Starter für die FIU-Panthers. In seinem ersten Spiel 2008 lief er gleich einen Punt für einen Touchdown zurück in die gegnerische Endzone. In seiner Rookie-Saison erzielte er zwölf Touchdowns auf fünf verschiedene Arten: sieben gefangene Touchdownpässe, 2 erlaufene, ein TD-Pass, ein Punt-Return und ein Kick-Return-Touchdown. Als Sophomore gelangen ihm insgesamt 1.301 Yards Raumgewinn, welche er als Junior fast verdoppelte (2.098). In vier Spielzeiten für die Panthers stellte er mehrere Schulrekorde auf, z. B. für die meisten gefangenen Pässe (229), gefangenen Yards (3.531), gefangene Touchdowns (24).

## NFL

### Indianapolis Colts
Im NFL Draft 2012 wurde Hilton in der dritten Runde als 92. Spieler von den Indianapolis Colts ausgewählt. Er unterschrieb einen Rookie-Vertrag für vier Jahre und 2,6 Millionen US-Dollar. Er wurde in seiner ersten Saison hauptsächlich als Slot-Receiver und Return-Specialist aufgestellt und fing Pässe für 861 Yards und sieben Touchdowns. 2013 war er zunächst als dritter Receiver hinter Reggie Wayne und Darrius Heyward-Bey gelistet, doch Wayne fiel durch eine Kreuzband-Verletzung den größten Teil der Saison aus und Heyward-Bey blieb unauffällig, so dass Hilton zum wichtigsten Passempfänger für Colts-Quarterback Andrew Luck wurde. In den Play-offs fing er gegen die Kansas City Chiefs 13 Pässe für 224 Yards und 2 Touchdowns und stellte damit Colts-Franchise-Rekorde auf. 2013 und 2014 brach er mit Passfängen jeweils die 1000-Yard-Marke und wurde am 23. Dezember 2014 zum ersten Mal für den Pro Bowl nominiert.
Am 13. August 2015 unterschrieb Hilton eine Vertragsverlängerung über fünf Jahre und 65 Millionen Dollar. Im März 2021 verlängerte er seinen Vertrag in Indianapolis um ein Jahr.

### Dallas Cowboys
Nachdem er den Großteil der Saison 2022 keinen neuen Vertrag unterzeichnet hatte, nahmen die Dallas Cowboys Hilton am 12. Dezember 2022 unter Vertrag.

### NFL-Karrierestatistik
| Jahr   | Team   | Rec | Yards | Avg  | Lng | TD | Fmb | Fmb lst |
| ------ | ------ | --- | ----- | ---- | --- | -- | --- | ------- |
| 2012   | IND    | 50  | 861   | 17,2 | 70  | 7  | 1   | 0       |
| 2013   | IND    | 82  | 1.083 | 13,2 | 73  | 5  | 1   | 0       |
| 2014   | IND    | 82  | 1.345 | 16,4 | 73  | 7  | 3   | 1       |
| 2015   | IND    | 69  | 1.124 | 16,3 | 87  | 5  | 1   | 0       |
| 2016   | IND    | 91  | 1.448 | 15,9 | 63  | 6  | 0   | 0       |
| 2017   | IND    | 57  | 966   | 16,9 | 80  | 4  | 2   | 1       |
| 2018   | IND    | 76  | 1.270 | 16,7 | 68  | 6  | 0   | 0       |
| 2019   | IND    | 45  | 501   | 11,1 | 35  | 5  | 0   | 0       |
| 2020   | IND    | 56  | 762   | 13,6 | 50  | 5  | 0   | 0       |
| 2021   | IND    | 23  | 331   | 14,4 | 52  | 3  | 0   | 0       |
| 2022   | DAL    | 7   | 121   | 17,3 | 52  | 0  | 0   | 0       |
| Gesamt | Gesamt | 638 | 9.812 | 15,4 | 87  | 53 | 8   | 2       |

Quelle: NFL.com

## Persönliches
Hilton wurde als Eugene Marquis geboren. Seit seiner Kindheit wird er aber nur noch T. Y., nach den ersten beiden Buchstabens des Namens seines Vaters (Tyrone), genannt.  